# Biogenesi
(Louis Pasteur)
La biogenesi è la teoria secondo cui gli organismi viventi si riproducono continuamente solo a partire da altri organismi viventi. La legge della biogenesi è attribuita a Louis Pasteur e afferma che gli organismi viventi possono derivare soltanto da altri organismi viventi, attraverso la riproduzione: per esempio, un ragno può deporre uova, da cui si genereranno nuovi ragni. La teoria sostiene che la vita non possa continuamente rigenerarsi da organismi non animati, come invece afferma la teoria della generazione spontanea.
Il termine biogenesi fu coniato da Henry Charlton Bastian, inizialmente per indicare la generazione della vita da materia non animata; successivamente Thomas Henry Huxley modificò il termine per indicare la generazione da materia non animata in abiogenesi e ridefinì biogenesi come la generazione di vita da materia animata. L'abiogenesi è avvenuta almeno una volta nella storia della Terra, ovvero quando la vita è comparsa sulla Terra; anche la teoria della panspermia prevede una generazione spontanea nella storia dell'universo..

## Critiche alla generazione spontanea
Gli antichi Greci credevano che gli organismi viventi potessero essere spontaneamente generati a partire da materia non vivente e che la dea Gea potesse generare la vita spontaneamente dalle pietre. Il filosofo Aristotele non appoggiava questa tesi, ma credeva comunque che gli organismi viventi potessero avere origine da organismi diversi o dal suolo. Il concetto della generazione spontanea sopravvisse fino alla fine del XVII secolo, sotto varie forme; solo alla fine del Seicento alcuni scienziati iniziano a mettere in discussione la tesi della generazione spontanea, incontrando opposizioni e pregiudizi.
Il medico Francesco Redi elaborò nel 1669 un esperimento per verificare che gli organismi viventi non potevano avere origine spontanea; ciononostante fino all'inizio del XIX secolo si continuò a credere che la teoria fosse valida per tutti gli essere viventi, a esclusione dei microbi. Nel frattempo vennero elaborati diversi esperimenti, che portarono a risultati controversi: John Needham nel 1745 provò che i microbi erano in grado di crescere in un brodo di pollo portato a ebollizione e poi lasciato raffreddare; Lazzaro Spallanzani nel 1768 osservò che - ripetendo lo stesso eliminando l'aria dal contenitore - non si generava nessun organismo vivente.
Finalmente, nel 1864 Louis Pasteur annunciò i risultati dei suoi esperimenti, dimostrando che la vita non poteva generarsi spontaneamente in un'area priva di contaminazione vitale. I risultati di Pasteur vennero riassunti nel motto latino Omne vivum ex vivo.

## La confutazione dell'esperimento di Pasteur
Louis Pasteur strutturò l'esperimento contando dei fattori sperimentalmente errati:
- Il brodo di pollo non è equivalente al brodo primordiale; sia a livello organolettico sia a livello chimico, che a livello di pH si tratta di composti totalmente differenti, condizione invece raggiunta con l'Esperimento di Miller-Urey.
- Le tempistiche in gioco per i fattori utilizzati sono fuori scala con quelle reali.
- Il sistema reale è un sistema considerabile aperto, vista la vastità degli oceani, mentre nell'esperimento di Pasteur il sistema era aperto nel caso del brodo esposto all'aria e chiuso nel caso del brodo non sterilizzato.
- Il sistema chiuso che doveva dimostrare l'impossibilità della vita di formarsi da sola mancava delle principali fonti energetiche contribuenti alla ricombinazione chimica del composto quali fulmini e sorgenti idrotermali.
È inoltre da notare che nel XX secolo è stato inoltre osservato l'autoassemblamento della membrana cellulare,
a questo si aggiunge che i mitocondri siano in realtà batteri aventi un proprio patrimonio genetico nonché si ipotizza che il nucleo sia in realtà un virus assorbito a posteriori dalle cellule.